# Kertamukti (Ciawi)
Kertamukti is een bestuurslaag in het regentschap Tasikmalaya van de provincie West-Java, Indonesië. Kertamukti telt 4315 inwoners (volkstelling 2010).